# Szkło brodawkowe

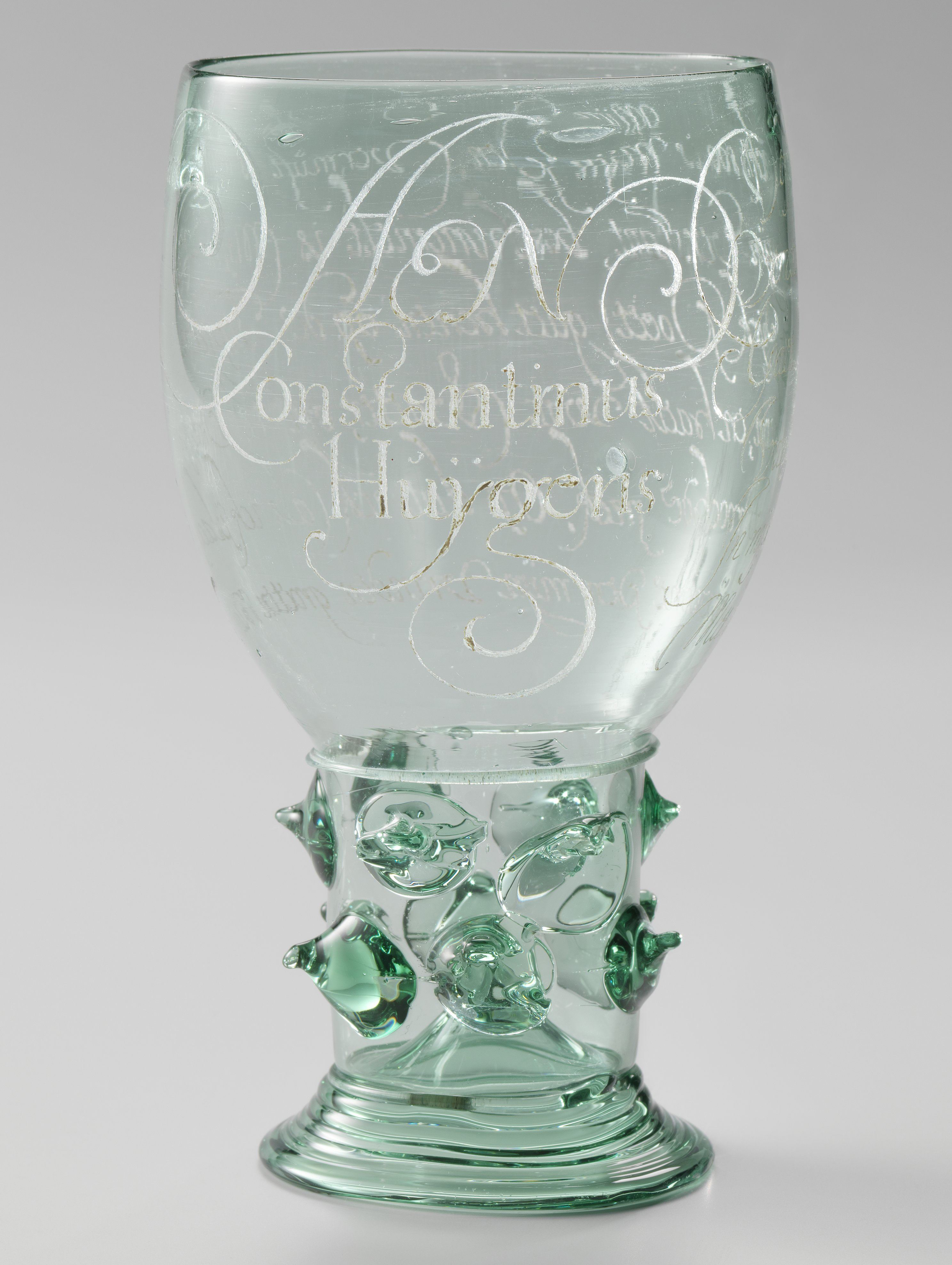
Puchar zdobiony techniką szkła brodawkowego

Szkło brodawkowe – sztuka zdobienia wyrobów szklanych przy pomocy kawałków szkła nakładanych na gorącą powierzchnię w kształcie guzów, sopli itp., także naczynie szklane zdobione tą techniką. Szkło brodawkowe jest znane od starożytności, było szczególnie popularne w Niemczech w XV-XVI wieku, gdzie tą metodą zdobiono puchary i szklanice wykonywane z zielonego lub zielonkawego szkła, tzw. szkła leśnego.